# Гулини
Гу́лини (рос. Гулины) — присілок у складі Котельницького району Кіровської області, Росія. Входить до складу Біртяєвського сільського поселення.
Населення становить 198 осіб (2010, 196 у 2002).
Національний склад станом на 2002 рік — росіяни 94 %.